# Leonardo Koutris
Leonardo Pablo Koutris (gr. Λεονάρντο Πάμπλο Κούτρης; ur. 23 lipca 1995(dts) w Ribeirão Preto) – grecko-brazylijski piłkarz występujący na pozycji lewego obrońcy w Pogoni Szczecin. Były reprezentant Grecji.
Swoje pierwsze kroki stawiał w drużynie Niki Rodos, skąd w wieku 16 lat przeniósł się do PAE Ergotelis. Następnie występował w kolejnych greckich klubach: PAS Janina oraz Olympiakos SFP. Z tego ostatniego był wypożyczany do hiszpańskiego RCD Mallorca oraz niemieckiej Fortuny Düsseldorf. Od początku 2023 r. Koutris jest zawodnikiem występującej w Ekstraklasie Pogoni Szczecin.
Były zawodnik greckich reprezentacji młodzieżowych oraz dorosłej reprezentacji tego kraju.